# Балка Дубова (притока Кам'янки)
Балка Дубова — річка в Україні, у Криворізькому районі Дніпропетровської області. Права притока Кам'янки (басейн Дніпра).

## Опис
Довжина річки 12 км, похил річки — 4,0 м/км. Площа басейну 48,5 км².

## Розташування
Бере початок у селі Красівське. Тече переважно на південний схід через Дубове і біля Катеринівки впадає у річку Кам'янку, права притока Базавлука.